# Kloster Gradac

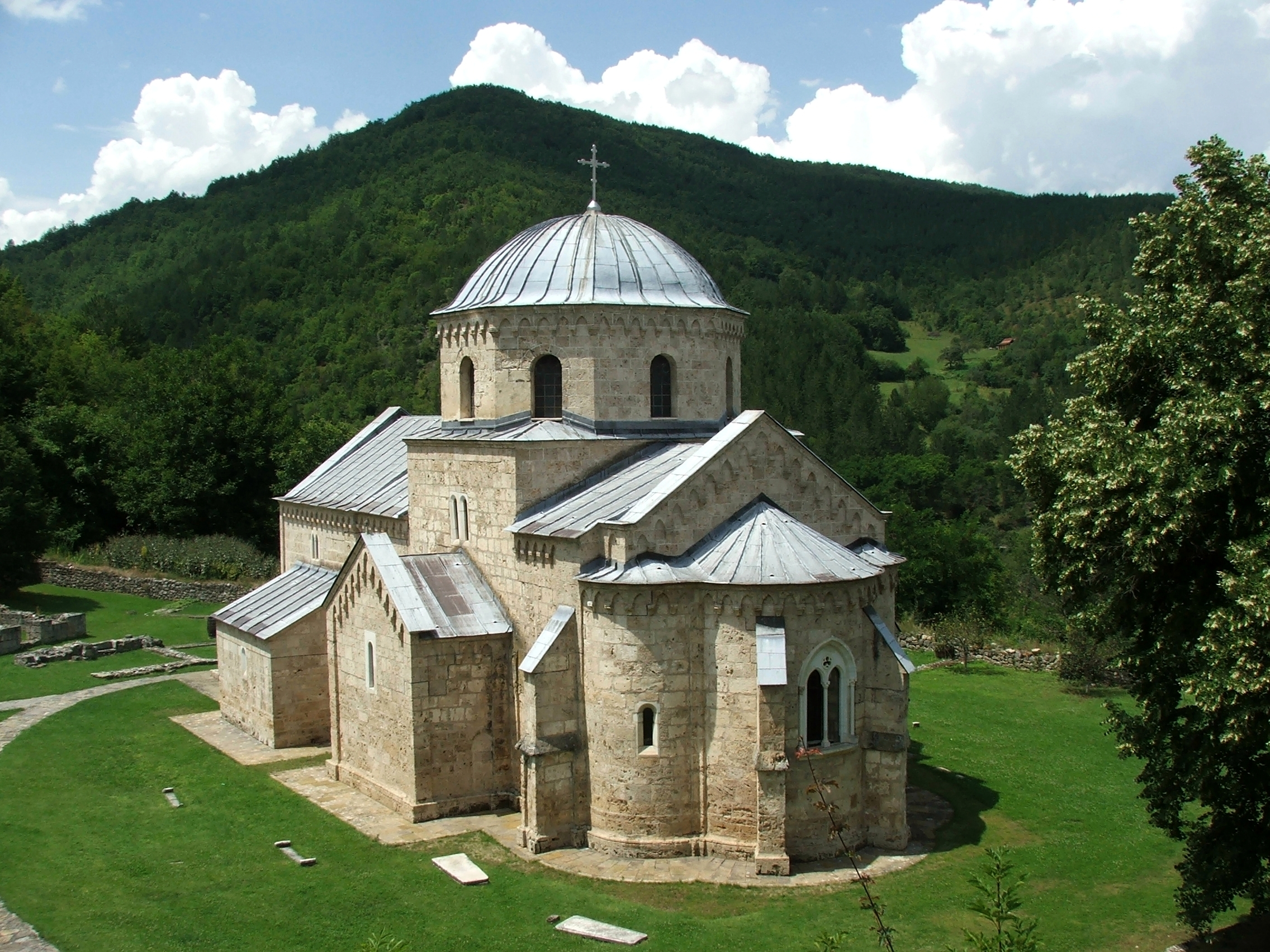
Kloster Gradac

Das Kloster Gradac ist ein serbisch-orthodoxes Frauenkloster südlich Kraljevo in Serbien. Es gehört zu den Bauwerken der Raška-Schule und ähnelt dem Kloster Studenica. Durch die Verwendung gotischer Elemente ist es neben dem Kloster Visoki Dečani das am stärksten vom westlichen Baustil geprägte religiöse Bauwerk in Serbien.

## Geschichte
Gradac ist eine Stiftung von Königin Hélène d’Anjou (1237–1314), Gemahlin von Stefan Uroš I. Das Kloster ist um 1275 erbaut und dient unter anderem auch als Grablege von Königin Hélène.
Von den Türken nach 1389 stark beschädigt, sind nur Fragmente der Fresken erhalten. Das Bauwerk ist durch gotische Elemente der Fenster und Portale gekennzeichnet.